# Chiasserzug
|  | Dieser Artikel oder Abschnitt wurde wegen inhaltlicher Mängel auf der Qualitätssicherungsseite der Redaktion Geschichte eingetragen (dort auch Hinweise zur Abarbeitung dieses Wartungsbausteins). Dies geschieht, um die Qualität der Artikel im Themengebiet Geschichte auf ein akzeptables Niveau zu bringen. Dabei werden Artikel gelöscht, die nicht signifikant verbessert werden können. Bitte hilf mit, die Mängel dieses Artikels zu beseitigen, und beteilige dich bitte an der Diskussion! |

Der Chiasserzug war ein Schweizer Feldzug in den Italienischen Kriegen. Er war der Versuch eines eidgenössischen Kontingents von Söldnern in päpstlichen Dienst (offiziell bzw. nach Schweizer Verständnis rein defensiv, als erweiterte Leibgarde bzw. Schutztruppe für den Kirchenstaat) zu treten. Dieser Dienst erfolgte im Rahmen eines eidgenössisch-päpstlichen Bündnisses, das von Kardinal Matthäus Schiner verhandelt worden war und wobei im Nachhinein strittig war, ob dieses bereits ratifiziert worden war. Die Schweizer Söldner trafen sich Anfang September 1510 in Martigny, VD. Dann versuchten die Schweizer über den grossen St. Bernhard und das Savoyische den Kirchenstaat zu erreichen. Von den Savoyen zurückgewiesen marschierten sie durch das Wallis in das Tessin und gegen Bellenz. Savoyen hatte geltend gemacht, dass der Franzose einen eidg. Zug durch Savoyen als casus belli ansehen würde. Die französische Krone vermutete nicht ganz zu Unrecht, dass der Papst die Schweizer auch offensiv gegen Frankreichs Verbündete bzw. Besitzungen in Italien einzusetzen gedachte, z. B. gegen d’Este Ferrara, Mailand oder Genua. Daher versuchten sie den Eidgenossen den Durchzug durch das französisch kontrollierte Herzogtum Mailand zu verwehren. Die Schweizer erzwangen zwar den Durchmarsch in Ponte Tresa und marschierten auf Varese, doch aufgrund erfolgreicher franz. Wirtschaftskriegsführung ging ihnen bald der Proviant aus. Sie verliessen darauf Varese und zogen auf Chiasso, von wo sie Mitte September von der Tagsatzung in die Eidgenossenschaft zurückgerufen wurden. Diesem Rückruf waren ernste Vorstellungen des Kaisers und von mailändischen Gesandten vorausgegangen, die aufgrund aufgefangener Briefschaften glaubhaft darlegen konnten, dass der Papst tatsächlich militärische Aktionen gegen franz. Interessen plante.
Diese Briefschaften waren vermutlich vom französischen Kommandanten von Lugano drei eidgenössischen Standesboten abgenommen worden. Die inkriminierendsten (aus franz. Sicht) Schreiben waren wohl in der Büchse des Schwyzers, allenfalls weitere in der des Freiburger, die dann auch beide in französischer Gefangenschaft den Tod fanden. Ein dritter Bote, aus Bern, kam mit dem Leben davon. Dieser Vorfall löste den nächsten Schweizer ennetbirgischen Feldzug, den Kaltwinterfeldzug, aus.